# شارل سیلوستر
شارل سیلوستر (به فرانسوی: Charles Silvestre) رمان‌نویس قرن نوزدهم میلادی اهل فرانسه است.